# Żyła tarczowa dolna

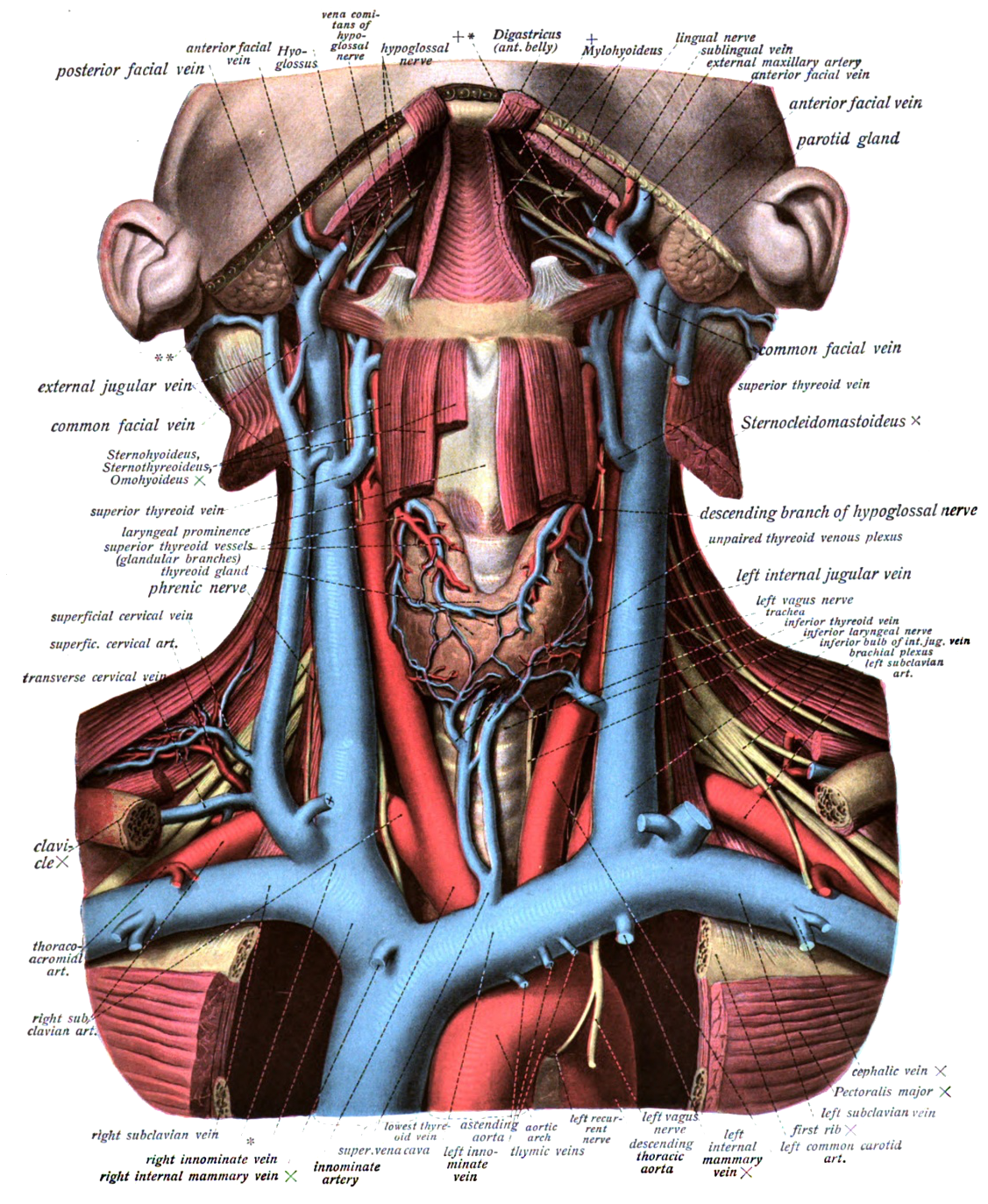
Naczynia i nerwy okolicy szyjnej i górnego otworu klatki piersiowej. Żyła tarczowa dolna podpisana inferior thyreoid vein.

Żyła tarczowa dolna (łac. vena thyroidea inferior, vena thyroidea caudale) – w anatomii człowieka żyła gruczołu tarczowego powstająca ze splotu tarczowego nieparzystego.
Żyła tarczowa dolna rozpoczyna się na powierzchni tchawicy trzema korzeniami, łączącymi się zwykle w jeden pień, następnie biegnie w dół i krzyżuje od przodu tętnicę szyjną wspólną. Wpada do żyły szyjnej wewnętrznej lub do żyły ramienno-głowowej lewej (lewa żyła tarczowa dolna) i kąta połączenia żył ramienno-głowowych (prawa żyła tarczowa dolna). Jej dopływami są drobne gałązki z krtani, żyły tchawicze i  żyły przełykowe. Tworzy zespolenia z żyłą szyjną wewnętrzną (przez splot tarczowy nieparzysty). Ma jedną parę zastawek w pobliżu ujścia.
Odmiany:
- może być podwójna[4]
- może nie mieć zastawek[4]
- może przesunąć się wyżej, stanowiąc żyłę tarczową środkową[4]